# Federico Bonazzoli
Federico Bonazzoli (sinh ngày 21 tháng 5 năm 1997) là một cầu thủ bóng đá chuyên nghiệp người Ý chơi ở vị trí  tiền đạo cắm cho câu lạc bộ Salernitana tại Serie A.

## Sự nghiệp CLB
Bonazzoli đến Inter vào năm 7 tuổi. Vào ngày 18 tháng 5 năm 2014, Bonazzoli xuất hiện lần đầu trong trận đấu gặp Chievo Verona khi anh vào sân thay thế cho Rubén Botta ở phút thứ 85 và sau đó thất bại 1-2 vào ngày cuối cùng của mùa giải Serie A năm đó. Anh trở thành cầu thủ trẻ nhất thứ hai chơi tại Serie A cho Inter khi anh được 16 tuổi, 11 tháng và 27 ngày, nhiều hơn 17 ngày so với Massimo Pellegrini, người đã ra mắt vào năm 1982.
Vào ngày 2 tháng 2 năm 2015, anh đã ký hợp đồng gia nhập Sampdoria với giá 4,5 triệu euro, kèm theo điều khoản mua lại của Inter.
Vào ngày 21 tháng 1 năm 2016, anh đã ký hợp đồng với câu lạc bộ Serie A là Lanciano với điều khoản cho mượn. Vào ngày 22 tháng 7, anh gia nhập Brescia cũng dưới dạng cho mượn.

## Sự nghiệp quốc tế
Cùng đội tuyển U17 của Ý, anh đã tham dự Giải vô địch U17 châu Âu năm 2013.
Anh đã có trận ra mắt với đội U21 của Ý vào ngày 17 tháng 11 năm 2014, trong trận thua 0-1 khi đối đầu Đan Mạch, trở thành cầu thủ trẻ nhất thi đấu cho đội bóng vào thời điểm đó.

## Phong cách chơi bóng
Bonazzoli được so sánh với cựu tiền đạo của Inter là Zlatan Ibrahimović đồng thời anh được đánh giá cao bởi những người hâm mộ Inter với phẩm chất như Christian Vieri với thể lực và kỹ thuật tuyệt vời.